# 慕情〜天草の女〜
「慕情〜天草の女〜」（ぼじょう あまくさのおんな）は、1971年4月5日に発売された森進一の19枚目のシングル。

## 解説
LP『旅路』からのシングルカット。発売から3週間足らずで30万枚を売り上げるヒットとなったが、わずか1か月後に同アルバムから「おふくろさん」がシングルカットされたため、この曲はその陰に隠れた形になってしまった。

## 収録曲
- 両楽曲共に、編曲：小谷充

1. 慕情〜天草の女〜（3分56秒）
作詞：山口あかり／作曲：平尾昌晃
2. 女の歴史（3分27秒）
作詞：安井かずみ／作曲：城美好

## カバー
- 里見洋と一番星 - 1971年、シングル「新盛り場ブルース」のB面。